# Hyphoraia dejeani
Hyphoraia dejeani är en fjärilsart som beskrevs av Jean Baptiste Godart 1822. Hyphoraia dejeani ingår i släktet Hyphoraia och familjen björnspinnare. Inga underarter finns listade i Catalogue of Life.